# SYBR Green II
SYBR Green II — это чувствительный гелевый РНК-краситель на основе нуклеиновых кислот, который обладает яркой флуоресценцией при связывании с РНК и низким фоном в гелях. Используется с формальдегидно-агарозными или полиакриламидными гелями с использованием лазерных сканеров или стандартных УФ-трансиллюминаторов.

## Свойства
SYBR Green II — это высокочувствительный краситель для постэлектрофорезного окрашивания РНК и ssDNA в агарозных или полиакриламидных гелях. SYBR Green II не является селективным для окрашивания РНК, но демонстрирует более высокий квантовый выход при связывании с РНК (~0,54), чем с двухцепочечной ДНК (~0,36). Квантовый выход флуоресценции комплекса РНК/SYBR Green II более чем в семь раз превышает выход комплекса РНК/бромид этидия (~0.07).
SYBR Green II максимально возбуждается при 497 нм, но также имеет вторичный пик возбуждения с центром около 254 нм. Флуоресцентное излучение окрашенного SYBR Green II РНК центрирована на длине волны 520 нм. SYBR Green II может использоваться с общедоступными источниками возбуждения ультрафиолетовых эпи- и трансиллюминаторов, а также ручными ультрафиолетовыми лампами.
Предел обнаружения составляет 500 пикограмм РНК на полосу в неденатурирующих гелях с просвечиванием 300 нм (до 100 пг при эпи-освещении 254 нм).

## Похожие цианиновые красители
- SYBR Green
- PicoGreen (PG)
- SYBR Safe?!
- SYBR Gold?!
- Thiazole orange (TO)
- Oxazole yellow (YO)
- Safe-Green
- Chai Green